# Kasselaid
Kasselaid är en ö i Estland.   Den ligger i landskapet Saaremaa (Ösel), i den västra delen av landet, 190 km sydväst om huvudstaden Tallinn. Arean är 0,50 kvadratkilometer.